# Cortanze
Cortanze este o comună din provincia Asti, Italia. În 2011 avea o populație de 288 de locuitori.

## Demografie
Cortanze - evoluția demografică

|  | Graficele sunt indisponibile din cauza unor probleme tehnice. Mai multe informații se găsesc la Phabricator și la wiki-ul MediaWiki. |

Date: Recensăminte sau birourile de statistică - grafică realizată de Wikipedia

## Personalități născute aici
- Battista Pininfarina⁠(d) (1893 - 1966), designer auto⁠(d).